# Caulokaempferia pedemontana
Caulokaempferia pedemontana là một loài thực vật có hoa trong họ Gừng. Loài này được Triboun & K.Larsen mô tả khoa học đầu tiên năm 2005.